# Aerobic-Weltmeisterschaften 2006
Die IX. Aerobic-Weltmeisterschaften fanden vom 1.–3.  Juni 2006 in der chinesischen Millionenstadt Nanjing statt. China war zum ersten Mal Ausrichter der Weltmeisterschaft.

## Medaillenspiegel
| Platz | Land                | G | S | B | Gesamt |
| ----- | ------------------- | - | - | - | ------ |
| 1     | Volksrepublik China | 2 | 2 | 1 | 5      |
| 2     | Rumänien            | 2 | 0 | 2 | 4      |
| 3     | Brasilien           | 1 | 0 | 0 | 1      |
| 4     | Frankreich          | 0 | 1 | 1 | 2      |
|       | Spanien             | 0 | 1 | 1 | 2      |
| 6     | Italien             | 0 | 1 | 0 | 1      |